# Tomohon

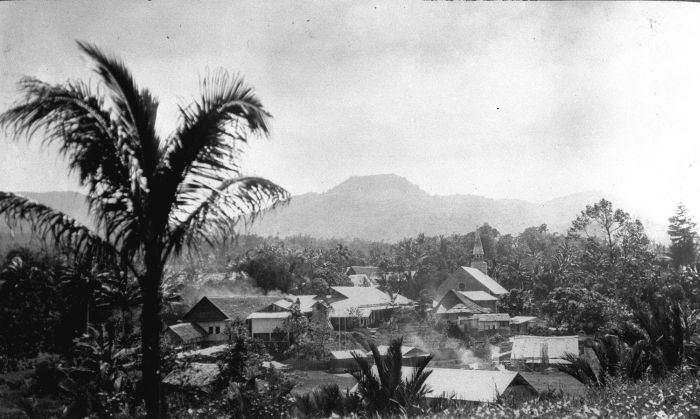
Une vue de Tomohon en 1928

Tomohon est une ville d'Indonésie dans l'île de Sulawesi, province de Sulawesi du Nord, qui à le rang de Kota. Elle est située dans une région montagneuse volcanique à environ 25 km au sud de la capitale régionale Manado.
La ville est notamment connue pour son marché de viande extrême où des mammifères comme des singes, des chiens, des chats, des cochons et des chauve-souris sont battus et brûlés à mort avant de servir de nourriture ,  ''Ça figurait parmi les actes de cruauté les plus horribles que j'ai vu en 10 ans de carrière … et c'était fait devant de très jeunes enfants," a déclaré Lola Webber, directrice de la fondation Change for Animals .